# Albin Kajtezović
Albin Kajtezović (* 7. März 1986 in Baden, Österreich) ist ein ehemaliger österreichischer Fußballtorwart.
Kajtezovic begann seine sportliche Laufbahn beim FC Lustenau 07, dort war er allerdings nicht Stammtorhüter und nur bei Cup-Spielen gesetzt. Nach nur einem Jahr verließ er die Lustenauer in Richtung Parndorf. Beim SC-ESV Parndorf war er Stammtorhüter. Trotzdem verließ er den Verein, um beim englischen Drittligisten FC Walsall zu spielen, allerdings kam er dort nie zum Einsatz.
In der Saison 09/10 kehrte er nach Österreich zurück. Beim Aufsteiger in die zweite Liga, dem FC Dornbirn 1913, war er Ersatzkeeper hinter Andreas Morscher, mit 7 Einsätzen während der vergangenen Saison. Allerdings verließ er den Verein und war bis zum Jänner 2011 Vereinslos, ehe er beim SC Ostbahn XI unterschrieb. Im Januar 2012 verließ Kajtezović SC Ostbahn XI und spielte für den ASK Eggendorf.